# 國立臺灣體育運動大學體育館

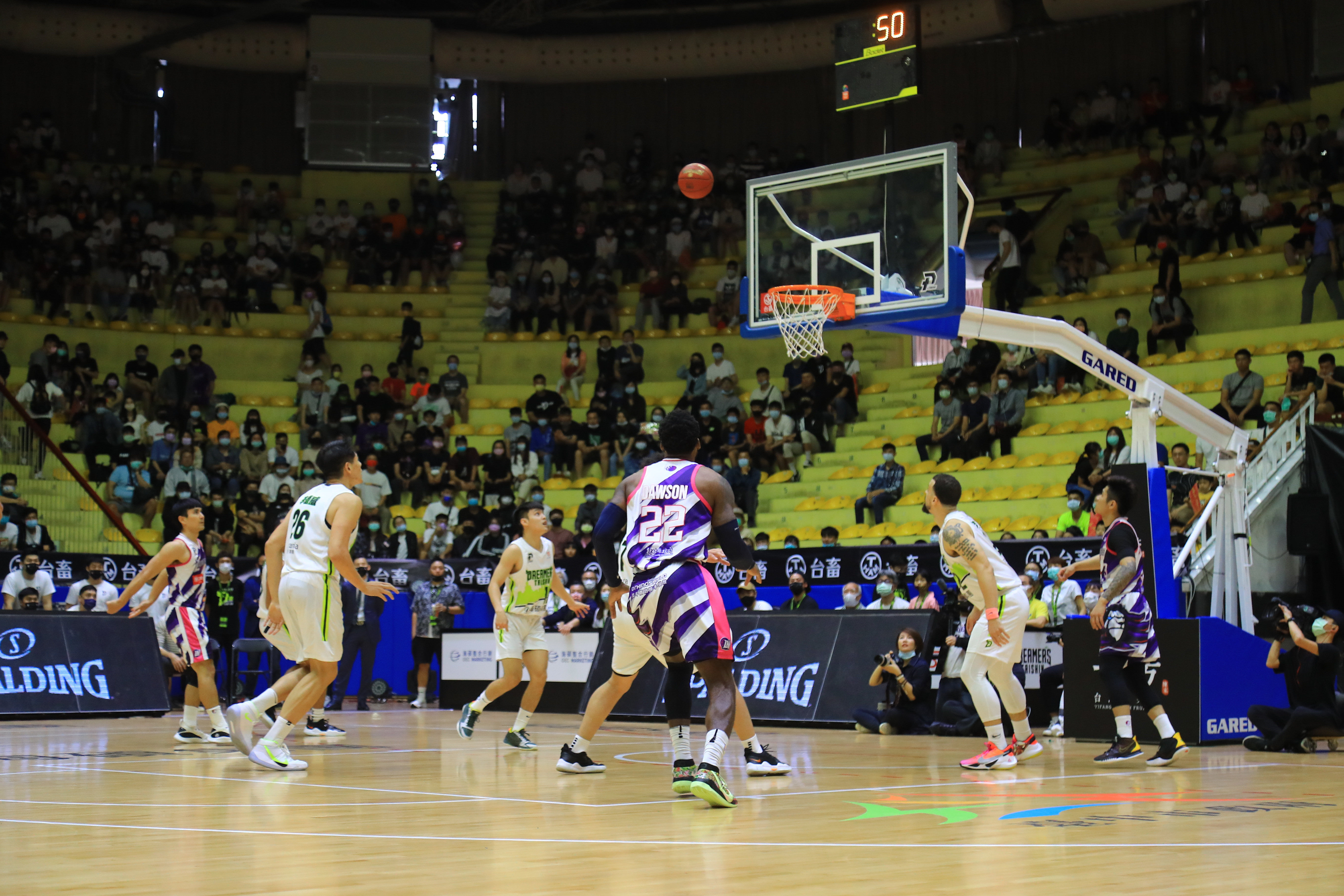
2021年體育館舉辦P. LEAGUE+賽事

國立臺灣體育運動大學體育館是國立臺灣體育運動大學的綜合體育館，位於台中市北區，主要用於舉辦籃球和手球賽事。體育館於1961年6月啟用，可容納5500人。

## 賽事
- 96學年度大專手球錦標賽
- 2008年全國手球錦標賽
- 2009年全國運動會
- 2010年全民運動會
- 2010年世界大學舉重錦標賽
- 101學年大專手球錦標賽
- 超級籃球聯賽：第五季、第九季至第十二季
- T1聯盟臺中葳格太陽 / 臺中太陽主場館